# Antofagasta (tỉnh)
Tỉnh Antofagasta (tiếng Tây Ban Nha: Provincia de Antofagasta) là một tỉnh của Chile. Tỉnh có diện tích 67793.5 km2, dân số theo điều tra năm 2002 là 318779 người. Tỉnh lỵ đóng ở Antofagasta. Tỉnh có 4 khu tự quản.